# Liste der Naturdenkmale in Otzberg
Die Liste der Naturdenkmale in Otzberg nennt die in Otzberg im Landkreis Darmstadt-Dieburg in Hessen gelegenen Naturdenkmale. Sie sind nach § 28 Bundesnaturschutzgesetz (BNatschG) geschützt.
| Bild                          | Bezeichnung                           | Ortsteil, Lage                                           | Beschreibung | Art | Nr.     |
| ----------------------------- | ------------------------------------- | -------------------------------------------------------- | --- | --- | ------- |
| mehr Fotos \| Fotos hochladen | Aufgelassener Säulenbasalt Steinbruch | Hering 49° 49′ 11,5″ N, 8° 54′ 46,1″ O                   | geologischer Erdaufschluss von besonderer Eigenart. |     |         |
| mehr Fotos \| Fotos hochladen | Eichgraben bei Zipfen                 | Lengfeld-Zipfen 49° 50′ 13,2″ N, 8° 55′ 8,4″ O           | Ehemaliger Steinbruch. Schutz aus wissenschaftlichen und naturgeschichtlichen Gründen sowie wegen seiner Seltenheit, Eigenart und Schönheit. Gehölzbestände, Wiesen, Sandsteinwände, Orchideen, viele Tierarten. |     | 432 514 |
| mehr Fotos \| Fotos hochladen | Gebiet um den Otzberg                 | Hering 49° 49′ 8,4″ N, 8° 54′ 36″ O                      | Basaltkegel, Schutz vor Bebauung. |     |         |
| mehr Fotos \| Fotos hochladen | Hohle Hinterer und vorderer Kuhgraben | Nieder-Klingen, Lengfeld 49° 49′ 37,2″ N, 8° 53′ 56,4″ O | Geologisches Naturdenkmal, Vogelschutzgehölz.: zwei Lössschluchten, Trockentäler mit Baumbestand. |     |         |
| mehr Fotos \| Fotos hochladen | Hohl Felsenwiese am Kalkofen          | Ober-Klingen 49° 47′ 34,8″ N, 8° 53′ 13,2″ O             | Geologisches Naturdenkmal, Vogelschutzgehölz. 600 m lange Löss-Schlucht mit Quelle und Bach, Baum- und Strauchbestand, seitliche Wiesenstreifen.                                                                 |     |         |
| mehr Fotos \| Fotos hochladen | Hohl Gaulsgräben                      | Ober-Klingen 49° 48′ 3,6″ N, 8° 53′ 20,4″ O              | Geologisches Naturdenkmal, Vogelschutzgehölz. Bewaldete Löss-Hohl, Weide, Lössabstich und Wiese. |     |         |
| mehr Fotos \| Fotos hochladen | Hohl Griesbusch                       | Ober-Klingen 49° 48′ 0″ N, 8° 52′ 22,8″ O                | geologische und ornithologische Bedeutung. |     |         |
| mehr Fotos \| Fotos hochladen | Hohl Halde                            | Ober-Klingen 49° 47′ 56,4″ N, 8° 52′ 55,2″ O             | geologisches Naturdenkmal, Vogelschutzgehölz. |     |         |
| mehr Fotos \| Fotos hochladen | Hohl Kargenhölle                      | Ober-Klingen 49° 48′ 28,8″ N, 8° 51′ 54″ O               | geologisches Naturdenkmal, Vogelschutzgehölz. |     |         |
| mehr Fotos \| Fotos hochladen | Hohl Kuhtränke                        | Ober-Klingen 49° 48′ 32,4″ N, 8° 52′ 37,2″ O             | Geologisches Naturdenkmal, Vogelschutzgehölz. 850 m lange bewaldete Löss-Schlucht, Quellsenke, Streuobstwiesen, Magerwiese, Lössabstiche.                                                                        |     |         |
| mehr Fotos \| Fotos hochladen | Hohl Mordkaute                        | Ober-Klingen 49° 48′ 3,6″ N, 8° 52′ 8,4″ O               | geologisches Naturdenkmal, Vogelschutzgehölz. |     |         |
| mehr Fotos \| Fotos hochladen | Hohl Verlängerung hinterer Kuhgraben  | Lengfeld 49° 49′ 26,4″ N, 8° 54′ 14,4″ O                 | Lössgraben mit Baum- und Strauchbestand, Vogelschutz. |     |         |

## Belege
1. ↑  
Karte "Umweltschutz". BürgerGIS Landkreis Darmstadt-Dieburg. Landkreis Darmstadt-Dieburg, abgerufen am 23. Mai 2020.
2. 1 2 3 4 5 6 7 8 9 10 11  
Verordnung zur Sicherung von Naturdenkmalen im Landkreis Dieburg. (pdf; 26 kB) Der Kreisausschuß des Landkreises Dieburg, 27. Mai 1959, abgerufen am 21. Juli 2016.
3. ↑  
Verordnung zum Schutze von Naturdenkmalen im Landkreis Darmstadt-Dieburg – Naturdenkmalverordnung – Eichgraben bei Zipfen. (PDF; 120 kB) Kreisausschuß des Landkreises Darmstadt-Dieburg - Untere Naturschutzbehörde -, 7. August 1991, abgerufen am 21. August 2020.
4. 1 2 3 4 5 6  
Horst Bathon, Georg Wittenberger: Die Naturdenkmale des Landkreises Darmstadt-Dieburg mit Biotop-Touren, 2. erweiterte und vollständig überarbeitete Auflage. Hrsg.: Kreisausschuss des Landkreises Darmstadt-Dieburg – Untere Naturschutzbehörde (= Schriftenreihe Landkreis Darmstadt-Dieburg). Darmstadt 2016, ISBN 978-3-00-050136-4.

- Karte mit allen Koordinaten:
- OSM |
- WikiMap